# Canal Winchester (Ohio)
Canal Winchester es una villa ubicada en el condado de Franklin en el estado estadounidense de Ohio. En el Censo de 2010 tenía una población de 7101 habitantes y una densidad poblacional de 360,7 personas por km².

## Geografía
Canal Winchester se encuentra ubicada en las coordenadas 39°50′24″N 82°48′58″O / 39.84000, -82.81611. Según la Oficina del Censo de los Estados Unidos, Canal Winchester tiene una superficie total de 19.69 km², de la cual 19.33 km² corresponden a tierra firme y (1.79%) 0.35 km² es agua.

## Demografía
Según el censo de 2010, había 7101 personas residiendo en Canal Winchester. La densidad de población era de 360,7 hab./km². De los 7101 habitantes, Canal Winchester estaba compuesto por el 91.61% blancos, el 5.14% eran afroamericanos, el 0.1% eran amerindios, el 1.15% eran asiáticos, el 0.01% eran isleños del Pacífico, el 0.41% eran de otras razas y el 1.58% pertenecían a dos o más razas. Del total de la población el 1.21% eran hispanos o latinos de cualquier raza.